# Geografía de la provincia de Córdoba (Argentina)

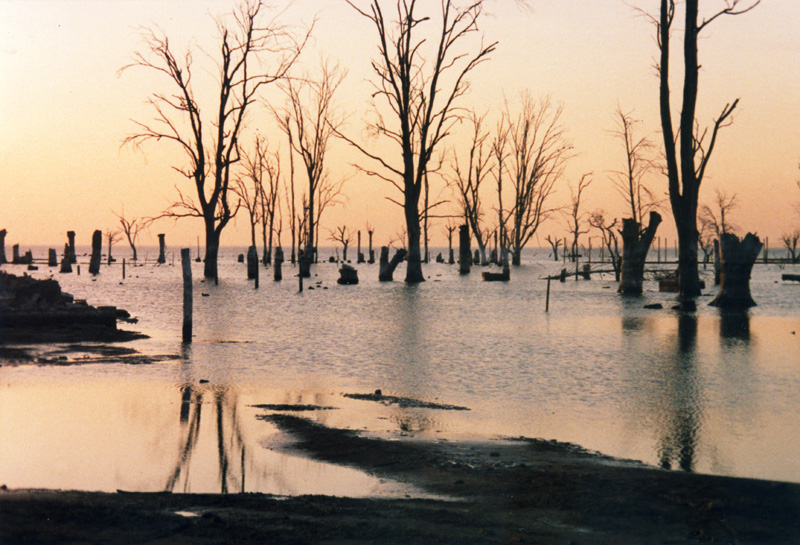
Mar Chiquita, una laguna de elevada salinidad que con una superficie de 6000 km² constituye el lago salado más extenso de los hemisferios sur y occidental, y el cuarto más grande del mundo.

La geografía de la provincia de Córdoba presenta una importante diversidad en su territorio. 
Tiene una extensión total de 165.321 km².

## Áreas

### Planicies pampeanas

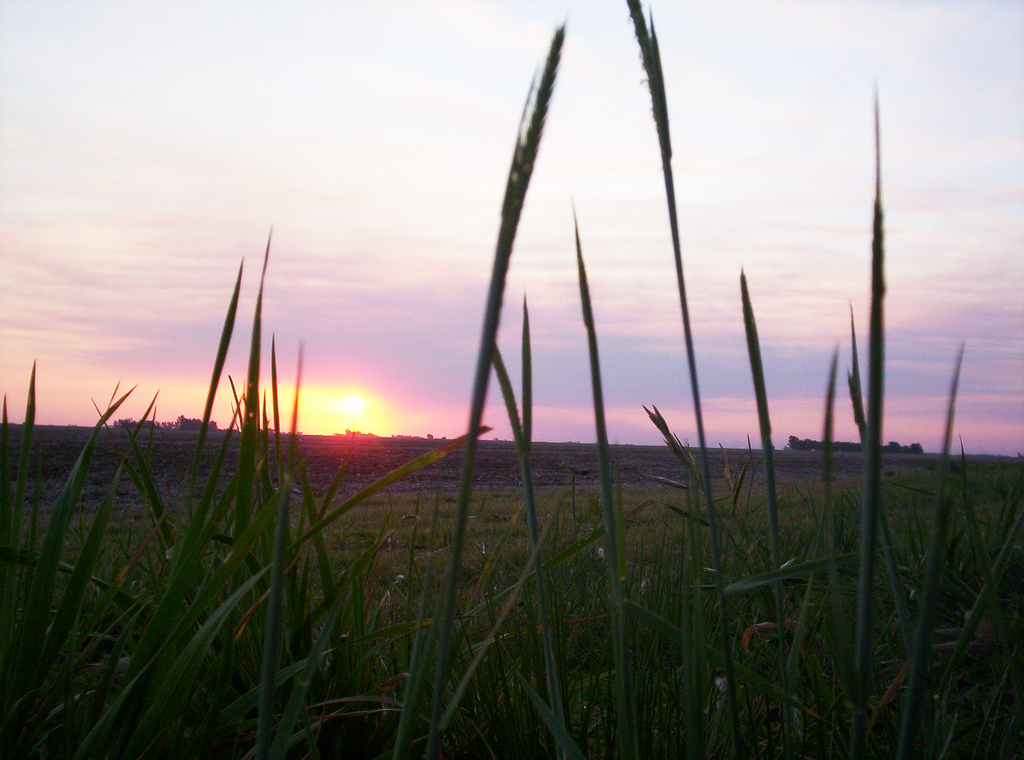
Campo en la llanura cordobesa.

Ocupa la parte oriental con dos subregiones: por el norte se asocia a la cuenca de la gran laguna de Mar Chiquita, y al sur, a la cuenca del río Quinto.[cita requerida]
Estas superficies planas situadas entre los 80 y 600 metros sobre el nivel del mar, se ubican al oeste, este y sur de las Sierras y ocupan la mayor parte de la provincia. Son más altas en piedemonte que lejos de él, donde son casi horizontales. Se subdividen las planicies en occidentales y orientales. En las occidentales son de clima más seco que las orientales, los salares cubren grandes extensiones. El mismo clima ha impedido el uso intenso de los suelos y, contrariamente a las planicies orientales, el modelado de los terrenos ha sufrido menos las consecuencias del accionar del hombre.[cita requerida]
- Planicies Occidentales: comprenden los bolsones. Los mismos constan de una periferia de paredes rocosas circundantes. Las Salinas Grandes ocupan una vasta extensión en la parte más baja del bolsón.[cita requerida]

- Planicies Orientales: constituyen la región geomorfológica más extensa de la provincia. La pendiente es suave hacia el este; en ellas se distinguen: la Depresión del Mar de Ansenuza, los Altos de Morteros, la Pampa Plana, la Pampa Alta, la Pampa Medanosa, la Pampa Anegable, la Pampa Arenosa, la Pampa Ondulada y la Pampa Periserrana del sudoeste.[cita requerida]

El bosque serrano esta en nuestras sierras argentinas en el centro-norte de la provincia de Córdoba.[cita requerida]
El clima: Produce varios microclimas, las precipitaciones aumentan en la temporada octubre-marzo, sus temperaturas bajas llegan a los 18 °C y a lo 40 °C. Los días son templados y las noches frescas, las temperaturas de calor son altas llegando a los 30 grados de calor y llegando a su mínima 20 grados de calor.[cita requerida]
El suelo: En los cordones más secos se encuentran suelos áridos no convenientes para la realización de cosechas. En los más húmedos se encuentra un suelo apto para cosecha de: naranjos, limoneros, manzanos, zanahoria y papa. Entre estos cordones se pueden encontrar "Rocas Igneas".[cita requerida]
Fauna: Puma y zorro gris, cuis, pecarí, corzuelas, lagarto overo, arañero cara negra, garcita azulada, águila mora, aguilucho común, entre otros.[cita requerida]
Flora: En las planicies pampeanas, la vegetación está casi totalmente compuesta por hierbas, gramíneas y algún arbusto. Uno de los árboles que se puede encontrar en esta región es el caldén (Prosopis caldenia).
Ríos: La Suela, Río Calamuchita, Río los Cóndores, entre otros ríos.[cita requerida]

## Clima

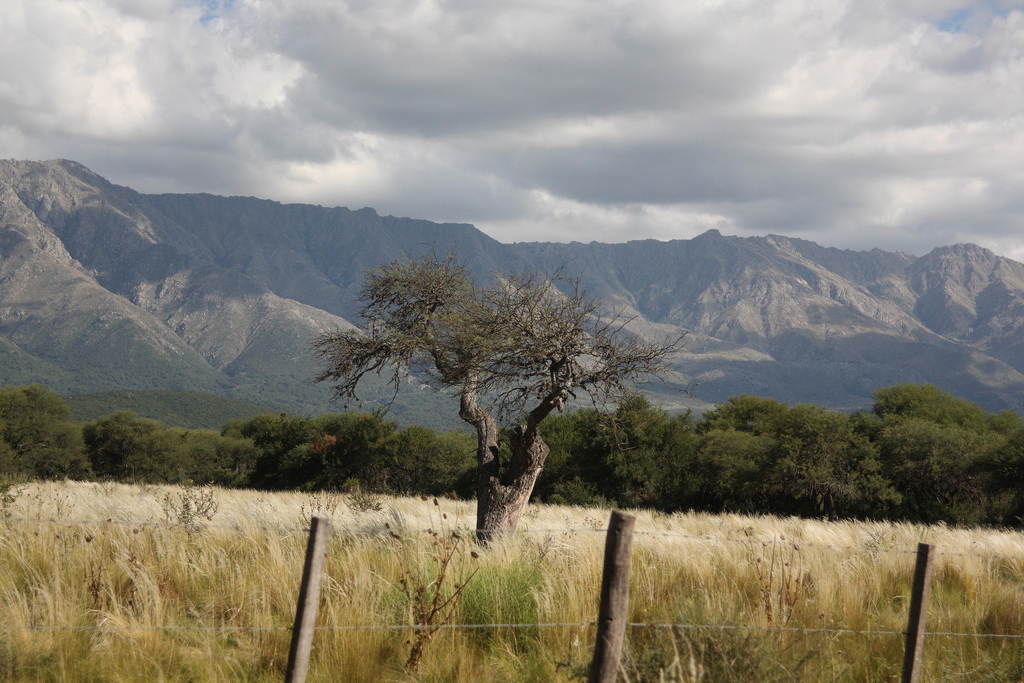
Las sierras vistas desde la ruta, cerca de Nono.

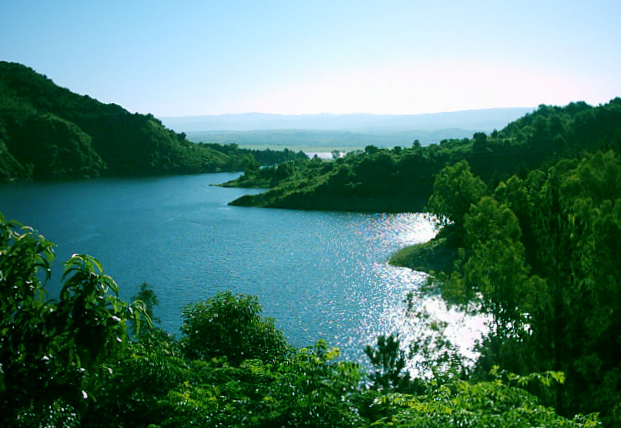
Lago Los Molinos en verano.

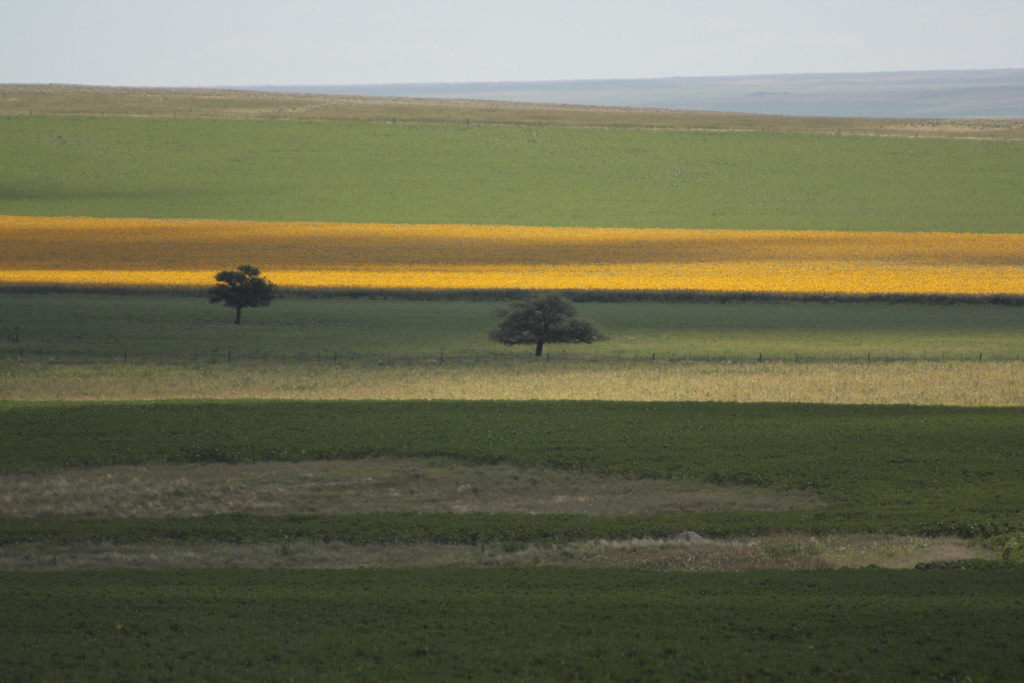
Paisaje cerca de Nono.

Las condiciones climáticas son diferentes según la región. La porción oriental de la provincia tiene un clima templado pampeano al sur y subtropical, con estación seca al norte. 
Las temperaturas al igual que las precipitaciones disminuyen de norte a sur y de este a oeste, salvo en las faldas orientales de las sierras, que por influencia de los vientos del este, debido a la significativa humedad que transportan, las precipitaciones son abundantes, siendo el régimen de hasta excepcionales 1500 mm por año. Las temperaturas suelen oscilar entre los 10 °C y los 30 °C, y las precipitaciones alcanzan los 800 mm anuales (en el Ciclo Húmedo, 1870 a 1920 y de 1973 a 2020).

## Suelos

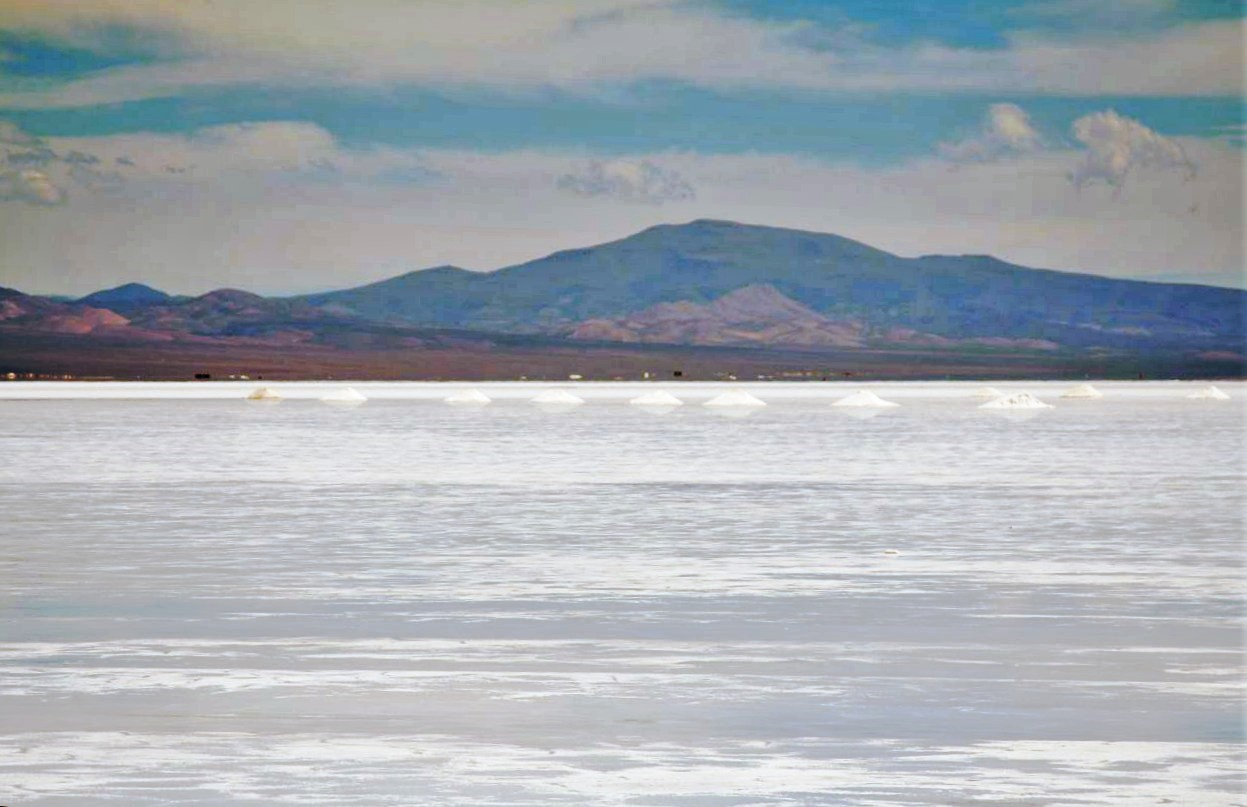
Salinas Grandes.

El suelo de la pampa húmeda o pradera está compuesto por sedimentos arrastrados por los vientos (loess) y sedimentos acarreados por los ríos (limo). Luego, aparece superficialmente, el humus o mantillo es de color oscuro, casi negro. Está formado por la descomposición de restos animales y vegetales. ES ideal para desarrollar cultivos, porque retiene y conserva la humedad. En la pampa seca, en cambio, el suelo es arcilloso, arenoso y salino. En general la superficie es llana, pero en el sudoeste abundan los médanos que se desplazan constantemente por los vientos. En las salinas Grandes y en las de Ambargasta, en épocas de lluvias la superficie se cubre de agua, y cuando esta se evapora, queda a la vista una cubierta de distintos tipos de sales.

## Recursos hídricos
En la porción noroccidental se encuentran ríos cortos de desagüe endorreico, como el San Marcos, Pintos, de la Candelaria, Cruz del Eje, Soto, de Pichanas, Guasapampa, Chanani y de los Sauces. Algunos poseen sus aguas artificialmente embalsadas. En esta zona se encuentra el embalse de Cruz del Eje.
Los ríos más destacados nacen en las sierras Grande y de Comechingones siendo de norte a sur los siguientes: río Suquía (o Primero), río Xanaes (o Segundo), río Calamuchita (o Tercero), río Chocancharava (o Cuarto) y río Popopis (o Quinto), que nace en las sierras de San Luis, y recorren la provincia en dirección oeste-este. Estos ríos y sus afluentes presentan máximos caudales durante el verano, con crecidas violentas e inesperadas tras las lluvias.
La provincia de Córdoba posee decenas de represas y embalses, los más importantes por su volumen de agua o por su espejo de agua son: el Lago San Roque (el más antiguo de los embalses de tipo moderno construido en Latinoamérica), dique Los Molinos, la Viña, Piedras Moras, embalse Río Tercero (este embalse es el mayor de la Provincia y el más importante) y Cruz del Eje.
Estos embalses son multifuncionales: sirven de reservorios de agua dulce, producen energía hidroeléctrica, regulan los caudales hídricos, aportan aguas para el riego (en especial si el riego es en zonas de secano), en ellos se practica la piscicultura y -complementariamente- la pesca. Esta puede ser tanto industrial como deportiva, aunque -merced a los paisajes serranos en los que suelen encontrarse- uno de los mayores valores económicos es el turismo al practicarse en ellos actividades balnearias y deportes náuticos.
En el noreste de la provincia se encuentra la gran laguna salada de Mar Chiquita con una importante población de flamencos. En el sur, el río Chocancharava antes de confluir con el río Calamuchita forma un importante humedal llamado "Bañados del Saladillo" o de "Loboy". En el centro sur de la provincia se encuentra la reserva provincial de flora y fauna Laguna La Felipa, en cercanías de Ucacha. Más curiosa es la situación del río Popopis, ya que en el sur de la provincia de Córdoba forma una amplia y muy variable extensión de humedales y lagunas conocida como "Bañados de la Amarga" (antiguamente: "Laguna Amarga"). En ciertas épocas el mencionado río Popopis se subsume en dichos bañados, y en otras, cuando se incrementan los caudales las aguas superan los Bañados de la Amarga y, sin un cauce preciso, el río se une con el río Salado bonaerense.

## Biomas
La distribución de vegetales y animales conforman zonas de vida. Se pueden distinguir dos categorías: zonas de vida de las sierras y zonas de vida de las planicies.
En las zonas de vida de las sierras la fauna es más variada y más rica que en las planicies y cuenta a su favor con el hecho de que el relieve hace más inaccesibles a sus hábitats, lo que demora las acciones perjudiciales del hombre. 

### Bosque serrano

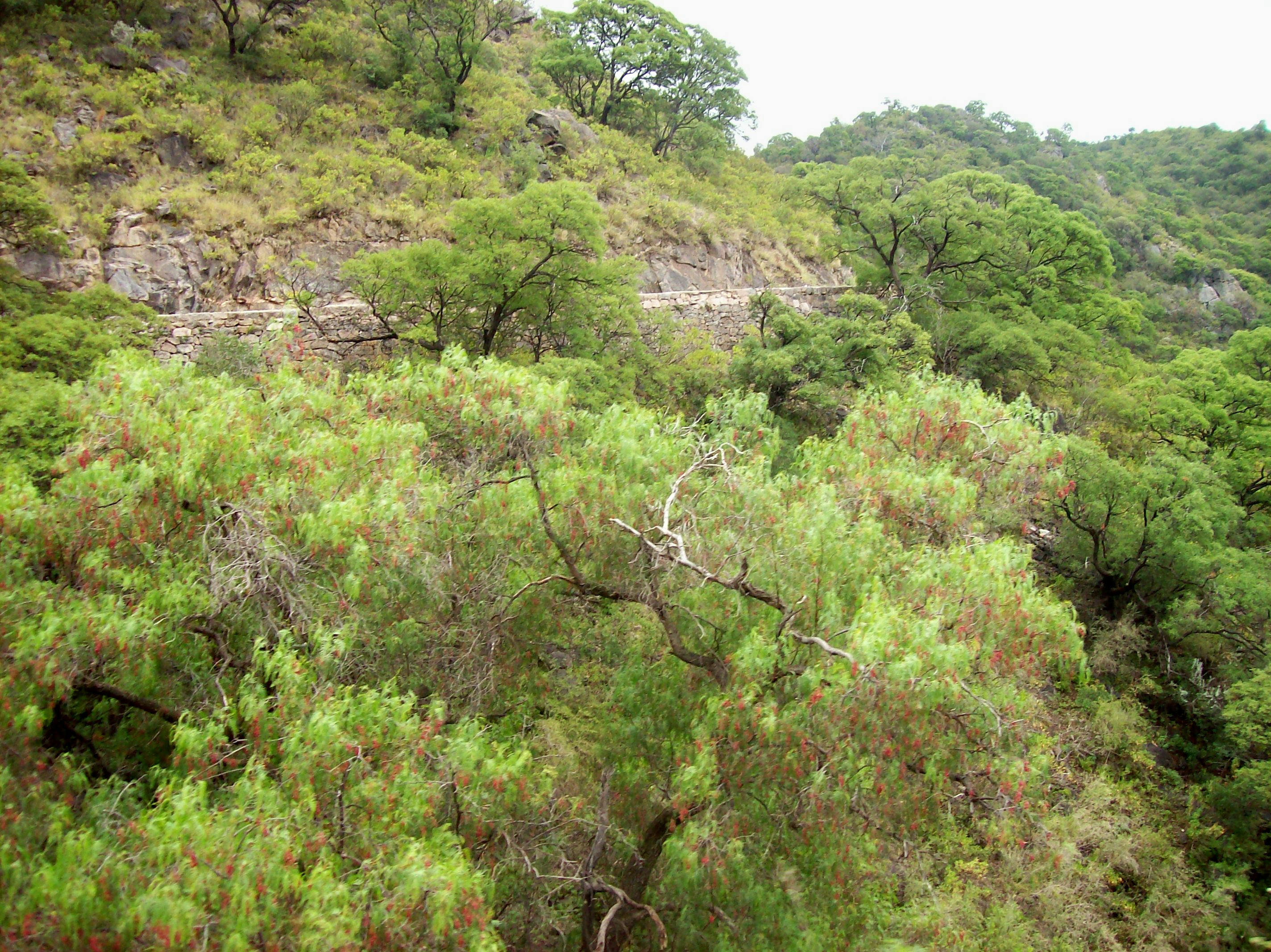
Bosque serrano.

Se encuentra entre los 500 y los 1.350 m de altura y en cuyos sitios propicios hay bosque denso y en sitios desfavorables se torna ralo. Los árboles típicos son el molle y el horco quebracho. Los principales arbustos son el poleo y el piquillín y entre las especies menores encontramos la peperina y el tomillo. Es el hábitat de especies como la comadreja, el zorro, el hurón, el puma, el gato montés, la iguana y las aves de adorno. Podemos dividir el bosque serrano en distintas regiones como las sierras del norte y el cordón occidental, donde aquí el bosque serrano entra en contacto con especies del bosque chaqueño. Entre los 700 y los 1.100 m aparecen los palmares que crean un paisaje de sabana. El molle cubre tanto los faldeos húmedos y frescos como los conos volcánicos.
En el cordón central, a causa de la elevación abrupta, pocas plantas leñosas crecen en el pie de monte, los valles y los cañadones. El bosque serrano es discontinuo. Los mollares están ampliamente extendidos y explotados en el cordón oriental. El orco quebracho es de dominancia en el norte.
Entre los 1.350 y los 1.700 m s. n. m. se desarrolla el arbustal de altura, con especies como el romerillo, la carqueja y los espinillos que combinados con pasturas naturales posibilitan el pastoreo de ganado. La sequía favorece al romerillo y en años lluviosos, las pasturas ganan espacio. Entre las especies animales encontramos el puma y la vizcacha (ambas especies en peligro de extinción). Podemos distinguir dos áreas del arbustal de altura:
En los cordones occidental y oriental prospera el espinillo en lomadas y en faldeos pedregosos. El arbustal retrocede por la tala y el incendio. En el cordón central, en las quebradas y en los cajones, crece el tabaquillo, muy explotado por el valor como combustible y atacado por incendios intencionales.
A partir de los 1.700 m aparecen los pastizales y bosquecillos de altura en faldeos cumbres y planicies elevadas. En algunos sectores se ha forestado con pinos. La fauna típica está compuesta por el puma, el zorro colorado, el cóndor y reptiles como los lagartos.
En las sierras del norte, este piso de vegetación corresponde a pajonales que, en el caso del cordón oriental, se completa con pastizales en faldeos y cumbres elevadas. En el cordón occidental, el matorral serrano alcanza la altura de los conos volcánicos. En el cordón central, los afloramientos rocosos alternan con extensos céspedes, como en la Pampa de Achala.
En las zonas de vida de las planicies la explotación agropecuaria ha ido creando un paisaje uniforme. La tala de la vegetación originaria, la cría de ganado y las prácticas agrícolas que se fueron concentrando, alteraron la calidad y la cantidad de la flora.
La fauna estaba adaptada a la vida en espacios desprovistos de árboles, pero la falta de reglamentación, la carencia de personal de control y una insuficiente educación ambiental han aumentado la presión sobre una fauna accesible por la tupida red de caminos.

### Bosque chaqueño
Por el occidente se desarrolla en los bolsones o cuencas de clima árido donde la vegetación alcanza hasta 7 metros de altura: retamas, jarrillas, pichanas, breas. El pastoreo demora la recuperación de la vegetación. En estos lugares habitan comadrejas, armadillos, pumas, gatos monteses, vizcachas y vinchucas.
Las comunidades de las salinas se disponen en forma de cinturones concéntricos que rodean el fondo de los depósitos de sal. Son dominio del jume, el cachiyuyo y el palo. El vacío poblacional prolongó la subsistencia de manadas de guanacos.
El bosque chaqueño oriental tiene especies que alcanzan entre 8 y 10 metros de altura, entre las que se encuentran el quebracho colorado (el de mayor porte), el quebracho blanco, el algarrobo, el mistol y el tala. El valor de la madera alentó su explotación intensiva. Serpientes, corzuelas y vinchucas habitan esta zona.
El espinal es la región más extensa de la provincia, donde en el pasado habitaba el algarrobo, junto con el quebracho blanco, el mistol, el espinillo y el chañar. En la actualidad,solo queda el 4% del bosque nativo y el  ambiente del bosque restante se encuentra empobrecido por estar degradado, alterado y tener más especies adaptadas a la sequía. En la fauna se distingue la paloma torcaza, plaga para los cultivos.
En la planicie medanosa, encontramos la estepa pampeana. La acción del viento, el sobrepastoreo y el mal manejo del laboreo agravó su situación. Los médanos se fijan con especies como el tupe y el olvillo. A lo largo de los caminos se han plantado barreras forestales con álamos. En su fauna encontramos el jabalí europeo, muy perseguido por su peligrosidad.

### Mar Chiquita y llanura inundable
La cuenca de Mar Chiquita tiene suelos salinos e inundaciones periódicas. Los incendios originan el rebrote de pastos duros que impiden el desarrollo de la vegetación leñosa. Es el dominio del gato montés, las martinetas, los coipos y los flamencos rosados. Cuenta con una abundante avifauna.
La pampa anegable se encuentra en la otra parte de la estepa pampeana. Los suelos compactos impiden el crecimiento de las raíces de árboles y promueven el crecimiento de las pasturas. En esta zona, las vizcachas y las liebres europeas constituyeron verdaderas plagas.
Las lagunas y bañados se encuentran en distintos lugares de la provincia. Algunas de ellas son: los Bañados del Río Saladillo (al sur del departamento Unión); las lagunas del arroyo Chucul (departamento Juárez Celman) ; los Bañados del Tigre Muerto (al sur de Río Cuarto), las Lagunas del Sudoeste (departamento General Roca), la Laguna de Pocho, entre otras. 
Junto a las lagunas se encuentran juncos y totoras, y dentro del agua hay especies flotantes denominadas Azolla. En los alrededores, se encuentran bosques espinosos de chañares, moradillos, espinillos y talas. En las lagunas hay una gran cantidad de especies de aves: el pato Sirirí, las gallaretas, el macá, la bandurria], el biguá, el cisne, el chajá, el tero, entre otras aves. Dentro del agua, se pueden contar con peces como la mojarra, la tararira, la palometa, el limpiafondo, y anfibio como los sapos. Los reptiles más comunes son las tortuga de río y serpientes.

## Áreas Naturales Protegidas

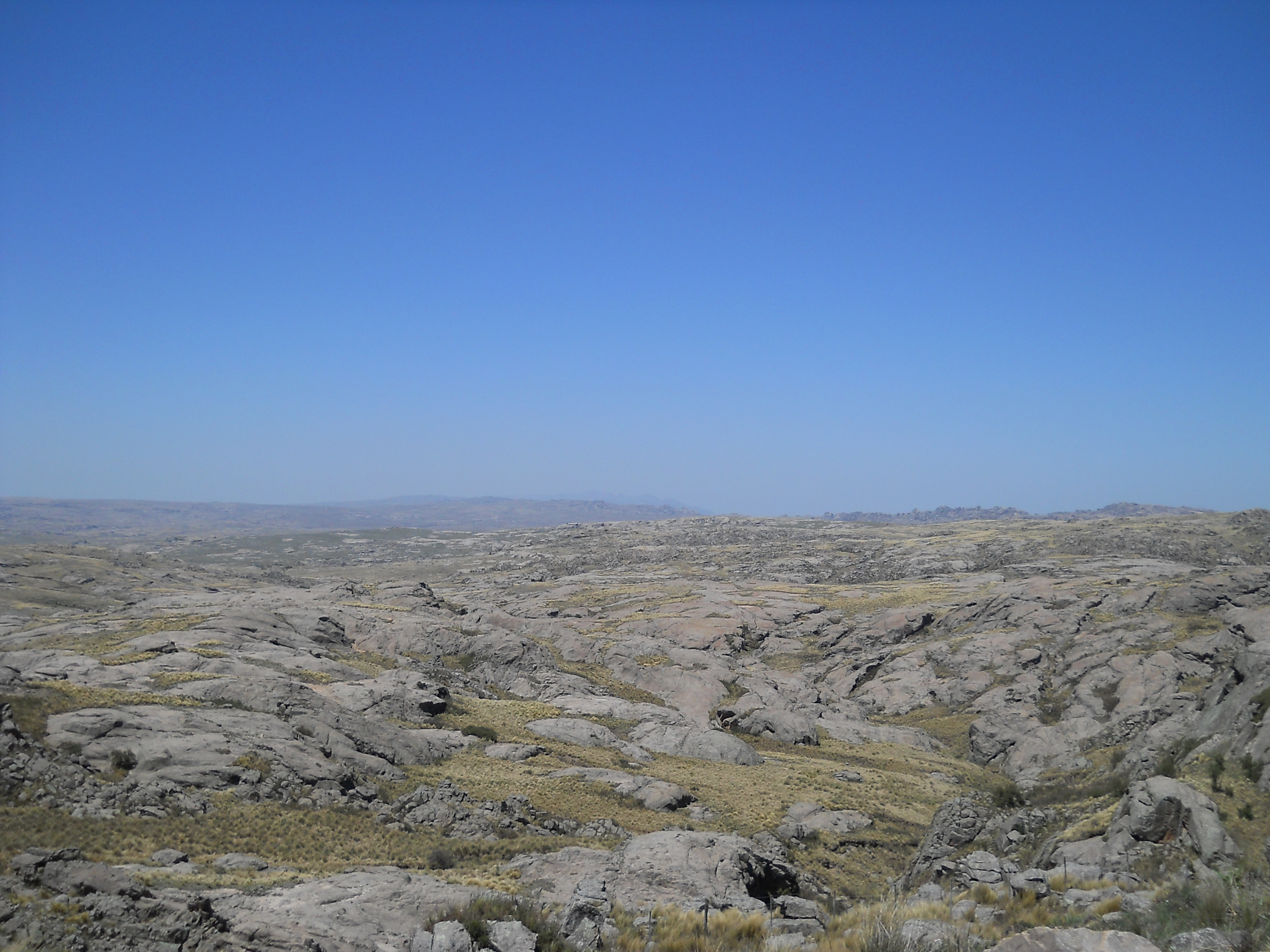
Pampa de Achala.

Existen varias áreas naturales protegidas en la provincia. Estos son espacios seleccionados por el estado con valores naturales, culturales, paisajísticos, educativos y de representatividad biogeográfica, con el fin de preservarlos a perpetuidad. Comprenden áreas ubicadas en las sierras y en las planicies. Las primeras incluyen: la Reserva Hídrica Natural Parque La Quebrada, la Reserva Cultural Natural Cerro Colorado y la Reserva Hídrica Provincial Pampa de Achala, que comprende el único parque nacional de la provincia: la Quebrada del Condorito. En las planicies se encuentran la Reserva Natural Laguna de la Felipa, la Bañados del Río Dulce y Laguna de Mar Chiquita (declarada Sitio Ramsar por ser un humedal de importancia internacional) y los Corredores Biogeográficos del Chaco Árido y del Caldén.

## Límites
La ubicación de la provincia de Córdoba, prácticamente en el centro de la Argentina Continental Americana, ha significado que desde el siglo XIX posea fronteras con siete provincias. La presión combinada de las mismas provocó que la provincia de Córdoba haya debido resignar algunas de sus reclamos territoriales -los siguientes son solo algunos ejemplos-: con Buenos Aires gran parte del territorio que actualmente corresponde al partido de General Villegas; con Santa Fe el área de Rufino y sectores al este de la ciudad de San Francisco; con La Pampa la línea que incluye a la ciudad de Realicó; con La Rioja un sector que incluía a la pequeña localidad de Castro Barros; con Santiago del Estero la zona correspondiente a la población llamada Villa Ojo de Agua y la mayor parte del territorio del actual departamento santiagueño Rivadavia. La mayoría de estas resignaciones se dio entre 1884-1983.
Tales resignaciones en muchos casos estuvieron dadas teniendo en cuenta principalmente los loteos y parcelamientos de los territorios, de modo que los límites resultaron en su mayoría geodésicos y relativamente muy complicados. Aún en la actualidad (enero de 2006) aunque prácticamente todos los límites están ratificados por tratados y laudos existen objeciones y contestaciones a tales tratados y -en especial- a los laudos.

### Límites oficiales
Los siguientes son los límites de la provincia de acuerdo al Instituto Geográfico Nacional:
- Límites con la provincia de Buenos Aires: tras reiterados intentos de arreglo, se demarcaron los límites, entre los años 1884 y 1885 en el paralelo 34º23' S y luego el meridiano 63º23' W casi hasta tocar la eminencia en que se ubica la población actualmente bonaerense de Banderaló.
- Límites con la provincia de Santa Fe: en el año 1970 La Comisión Nacional de Límites Interprovinciales estableció los límites con Santa Fe, según Decreto-Ley Nacional N° 18.620: de sur a norte, primero una diagonal que corre entre el hito ubicado hacia los 34º23'S / 62º53'W hasta las nacientes del arroyo Santa Lucía en los 33º10'S/ 61º57W, luego por el tal arroyo Santa Lucía hasta su confluencia con el Carcarañá inmediatamente al este de Cruz Alta, luego el límite prosigue hacia el norte por la vaguada del arroyo de Las Tortugas y el canal o arroyuelo San Antonio, desde allí hacia los 31° 39' S / 62° 07' W una poligonal que alcanza a los 30° 44' 30" S / 61° 51' 12" W, de este modo en esta zona, el límite interprovincial prácticamente divide a la ciudad de San Francisco quedando la parte occidental y el centro histórico de dicha ciudad dentro de la provincia de Córdoba. Por último la poligonal que señala la frontera norte con Santa Fe alcanza el punto trifinio que actualmente señala el límite entre Córdoba, Santa Fe y Santiago del Estero, este punto se ubica -según los criterios de las provincias en cuestión- en los 30º27'S / 62° 7' W (propuesta cordobesa) o en los 30° 21' S / 62° 9' W.
- Límites con la provincia de Santiago del Estero: la Ley Nacional N.° 22.789, de 1983 fijó los límites con Santiago del Estero, que fueron imprecisos y complejos, no solo por motivaciones económico-políticas sino por las características de la zona (el extremo noreste de la provincia de Córdoba es un humedal constituido por los Bañados del Río Dulce). El límite de máxima reclamado por Córdoba corría desde el punto trifinio de los 30º27'S / 62º07'W hasta el paralelo 29º40'S, quedando unos 5 km al este de tal línea las poblaciones santiagueñas de Selva y Colonia Alpina. Por el contrario el límite pretendido en esta zona por Santiago del Estero estaba dado por una línea que parte del hito trifinio en los 30º21'S / 62º09'W hasta el punto en los 30º20'S / 62º30'W en que se interseca el río Dulce (o Petri), a partir de ese punto -según la opinión santiagueña- el límite corría por la vaguada del cauce principal del río Dulce hasta el paralelo 29º44', desde allí una recta alcanzaría un punto en las coordenadas 29º45'44"S / 63º27'29"W y luego el límite interprovincial correría por el lecho seco de la Cañada de Taco Pozo, y luego por el arroyo Ancas Mayo hasta alcanzar las estribaciones de la Sierra de Sumampa, aproximadamente en los 30º27'S. Luego por las estribaciones latitudinales de la Sierra de Ambargasta el límite alcanza -para Córdoba- su punto más septentrional hacia los 29º30'S / 64º18'W, luego corría linealmente por la gran salina de Ambargasta y encontraba el linde trifinio Córdoba-Catamarca-Santiago del Estero ya en las Salinas Grandes. La minuciosidad con la cual se comenta el límite entre Córdoba y Santiago del Estero se debe a que es común encontrar cartografía oficial con ambas "versiones"; de los límites (la cordobesa y la santiagueña) previas a 1983.

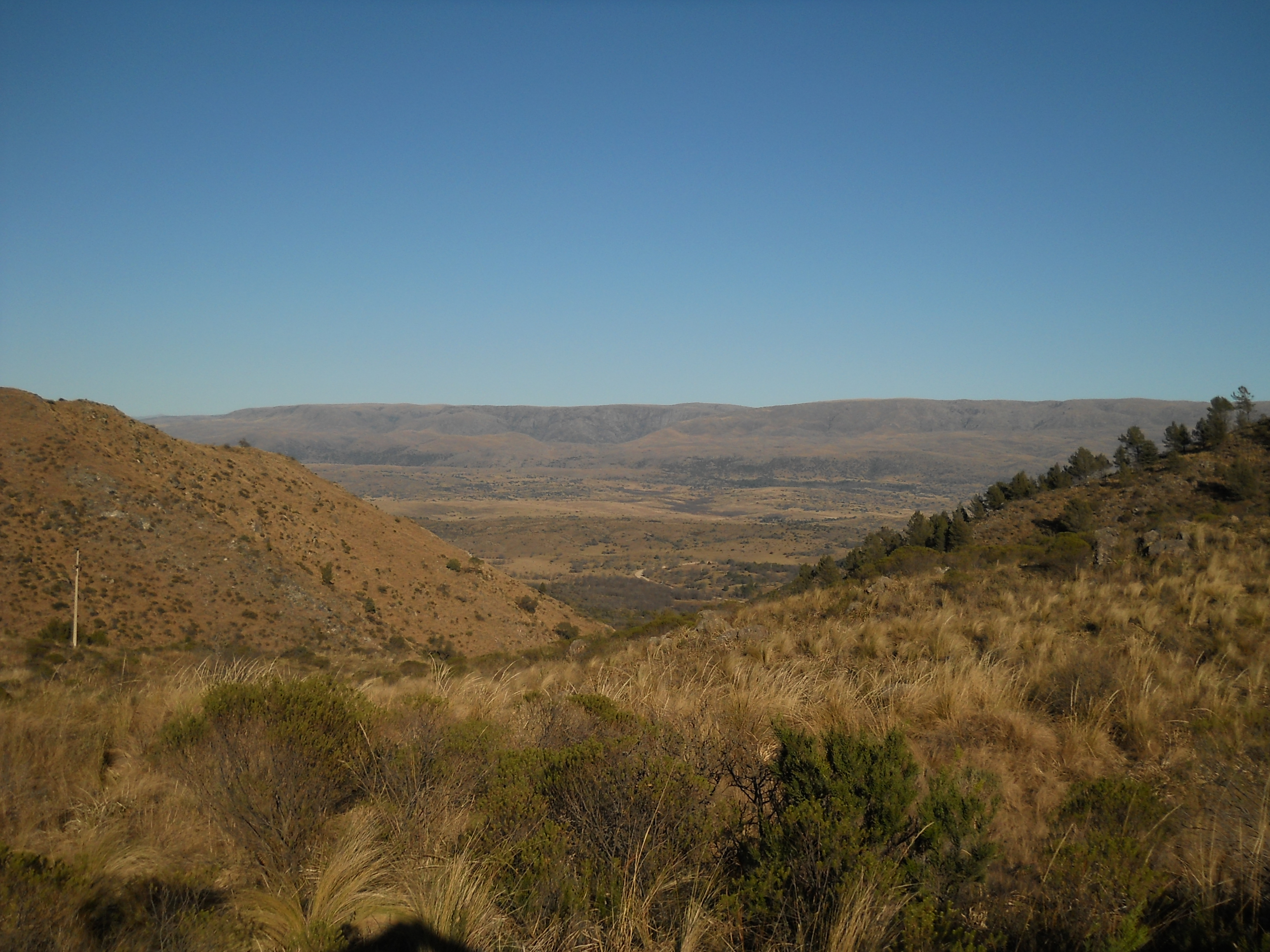
Vista de la Sierra Grande, cadena montañosa en la que encontramos la Pampa de Achala

- Límite con la provincia de Catamarca: definido por Decreto-Ley nacional en 1968, casi en su totalidad está dado por la línea de base o más profunda de las Salinas Grandes aunque aún aquí los límites están dados por una poligonal de líneas geodésicas que -se supone- une los puntos más deprimidos de las citadas salinas.
- Límites con la provincia de La Rioja: definidos en 1900, gran parte de los límites con La Rioja están dados en el área desértica de las Salinas Grandes con líneas geodésicas que supuestamente unen las zonas más deprimidas de tales Salinas Grandes, Luego una diagonal corre desde el hito de los 30º04'S / 64º55'W hasta los 30º05'W y de allí a los 65º07'S / 65º07'W, luego el límite corre por el meridiano 65º07'W hasta encontrar el límite con San Luis en la localidad llamada El Cadillo.
- Límites con la provincia de San Luis: definidos por acuerdo del 28 de junio de 1896, van desde El Cadillo el límite corre hacia el este hasta que tuerce hacia el sursureste pasando por las poblaciones de Los Cerrillos (31º58'S / 65º26'W), Pozo del Chañar, Tilquincho, luego corre unos 20 km por el río Conlara, hacia el paralelo 32º20'S el límite corre por tal paralelo hasta encontrar al Cerro de Las Ovejas, desde la cima de este cerro el límite corre hacia el sur por la cumbrera de la Sierra de Comechingones, hasta encontrar en los 33º11'S / 65º07'W el sitio Punta del Agua, luego, con una ligera rectificación el límite corre por el meridiano 65º05'W hasta encontrar el hito que señala los límites entre Córdoba-La Pampa-San Luis en el paralelo 35ºS.
- Límite con la provincia de La Pampa: paralelo 35º S. Por Ley Nacional N.º 947 de 1878, se definió que los límites de Córdoba llegaban hasta el Río Quinto, pero fue modificado en 1881, apoyándose en el paralelo 35° S. En el mes de junio de 1969, la Comisión Nacional de Límites Interprovinciales aceptó este límite.[6]

## Sismicidad
La sismicidad de la región de Córdoba es frecuente y de intensidad baja, y un silencio sísmico de terremotos medios a graves cada 30 años en áreas aleatorias. Sus últimas expresiones importantes se produjeron:
- 22 de septiembre de 1908 (116 años), terremoto de Cruz del Eje 1908 a las 17.00 UTC-3, con 6,5 Richter, escala de Mercalli VII; ubicación 30°30′0″S 64°30′0″O / -30.50000, -64.50000; profundidad: 100 km ; produjo daños en este Departamento; en Deán Funes, Cruz del Eje y Villa de Soto, al igual que en el sur de las provincias de Santiago del Estero, La Rioja y Catamarca[8]

- 16 de enero de 1947 (78 años), a las 2.37 UTC-3, con una magnitud aproximadamente de 5,5 en la escala de Richter (terremoto de Córdoba de 1947)[7]

- 28 de marzo de 1955 (70 años), a las 6.20 UTC-3 con 6,9 Richter: además de la gravedad física del fenómeno se unió el desconocimiento absoluto de la población a estos eventos recurrentes (terremoto de Villa Giardino de 1955)

- 7 de septiembre de 2004 (20 años), a las 8.53 UTC-3 con 4,1 Richter

- 25 de diciembre de 2009 (15 años), a las 21.42 UTC-3 con 4,0 Richter

- 28 de diciembre de 2012 (12 años), a las 05.50 UTC-3 con 4,8 Richter.  Su epicentro se ubicó en Salsacate (departamento Pocho), en el Valle de Traslasierra. Se constató el daño de tres viviendas en la zona del epicentro. Se produjeron distintas réplicas del sismo, que llegó a sentirse en la ciudad de Córdoba y otras como Santa Rosa de Calamuchita y Villa Carlos Paz. La profundidad del epicentro fue de solo 11 km y la intensidad fue de III a IV en la escala de Mercalli Modificada, en Salsacate y las poblaciones cercanas, y de II a III en la ciudad de Córdoba.[9]

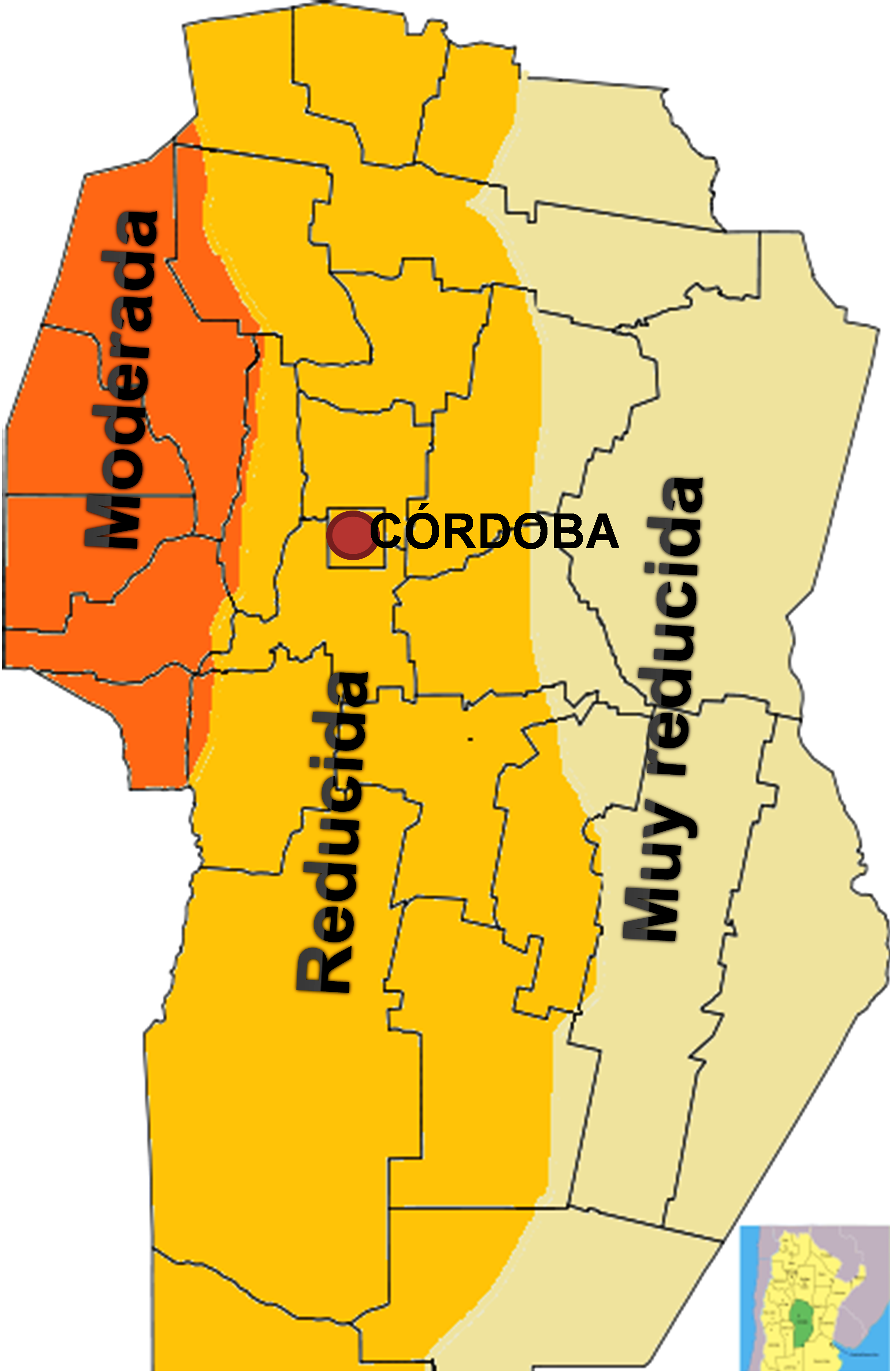
La provincia se divide en tres regiones distintas según el riego de ocurrencia de sismos.

La provincia está dividida en tres zonas sísmicas distintas: regiones en riesgo 0 - muy reducida que abarca todo el este del mapa provincial; en riesgo 1 - reducida para gran parte de las Sierras Chicas y del sudoeste (Sierras de Comechingones); y en región 2 - moderada en el extremo oeste, junto a las Sierras Grandes y contra el límite con Catamarca.
Según un estudio encabezado por el geólogo Guillermo Sagripanti de la UNRC, en la provincia se pueden dar sismos de hasta 6,6 grados Richter o más. Dicho estudio se basó sobre la placa Santa Rosa, que atraviesa la zona de Calamuchita y es muy cercana a la Central Nuclear de Embalse, para evitar que ante alguna ocurrencia de esa magnitud se aumente el riesgo nuclear. Se estima que futuros terremotos podrían alcanzar la magnitud de 6,6. En el norte de Córdoba ya han ocurrido fuertes terremotos históricos, como los repasados en la lista anterior. Otra fuente de incidencia que se estudia se encuentra en Sampacho, en donde dicha investigación determinó una recurrencia de 900 o mil años. Tampoco se descarta la posibilidad de tener sismos de fuente lejana, como puede ser San Juan. Un claro ejemplo es el terremoto de Caucete (7,4 de magnitud), donde existen testimonios de bomberos de que en Río Cuarto hubo rajaduras de paredes.
El problema que existe en la zonificación sísmica, es que se han realizado según estudios que se hicieron entre 1920 y 1976, por lo que sismos posteriores no son tenidos en cuenta en caso de que representen magnitudes mayores a las "determinadas" para cada región, ya que se "zonificó" sobre la base de antecedentes y no por estudios profundos a las fallas internas y esas mismas determinaciones se usan hasta la actualidad. La UNRC, junto a otras investigaciones de otras universidades, han determinado que en la prehistoria han ocurrido potentes sismos en las serranías cordobesas, por lo que se reclama que se tengan en cuenta y cambien la categoría que le han dado a las regiones.
El riesgo sísmico que el Instituto Nacional de Prevención Sísmica (INPRES) le ha otorgado, por ejemplo a la zona sur de la provincia, esta subestimado. El departamento Río Cuarto se encuentra dentro de la denominada zona 1 de Peligrosidad Sísmica Reducida, pero fue epicentro de dos terremotos destructivos con magnitudes 5,5 y 6,0 en Sampacho y se estima que la intensidad Mercalli Modificada superó los VIII grados. Asimismo, en este sector, hubo al menos seis eventos sísmicos que superaron la M 4,0 y más de 100 microsismos superficiales de M<3,0; por lo que se trata de una región sísmicamente activa.